# 懷內特 (明尼蘇達州)
懷內特（英語：Wyanett）是位於美國明尼蘇達州伊善提縣懷內特鎮區的一個非建制地區。

## 地理
懷內特所處的海拔為高於海平面296米（即971英呎），而該地所採用的時區為UTC-6，即北美中部時區（CST）。同時該地設有夏令時間，為UTC-6調快一小時，即UTC-5（CDT）。